# 埼玉岡部農業協同組合
埼玉岡部農業協同組合（さいたまおかべのうぎょうきょうどうくみあい）は、埼玉県深谷市に本店を置く農業協同組合。通称、JA埼玉岡部。

## 概要
深谷市に合併して消滅した旧岡部町を主な管轄域とする。ふかや農業協同組合との合併が構想されていたが、中止された。
- 1948年（昭和23年）4月1日 - 設立。

## 店舗
- 本店： 深谷市普済寺1210-1

## 組合員数
- 正組合員数： 1,087人